# Puruarán
Puruarán är en ort i Mexiko.   Den ligger i kommunen Turicato och delstaten Michoacán de Ocampo, i den södra delen av landet, 250 km väster om huvudstaden Mexico City. Puruarán ligger 1 117 meter över havet och antalet invånare är 7 403.
Terrängen runt Puruarán är lite bergig. Runt Puruarán är det ganska glesbefolkat, med 45 invånare per kvadratkilometer. Närmaste större samhälle är Tacámbaro de Codallos, 16,8 km norr om Puruarán. I omgivningarna runt Puruarán växer huvudsakligen savannskog.